# Gustav de Laval
Carl Gustav Patrick de Laval (9 de mayo de 1845, Orsa, Suecia - 2 de febrero de 1913, Estocolmo) fue un científico que con la edad  de 33 años inventó una centrifugadora capaz de separar fácilmente la leche de la mantequilla, llamada desnatadora, que poco después fue usada para esta función en muchos lugares.

## Biografía
Durante toda su vida se interesó por temas como la aerodinámica o la iluminación eléctrica gracias a esto consiguió crear más de 35 patentes mientras mantenía una empresa con más de 90 ingenieros a su servicio.
Durante una época en la que no existía una teoría que explicase el comportamiento de los gases, él continuó experimentando y gracias a su gran intuición logró diseñar la tobera convergente-divergente que permite extraer la máxima energía de un chorro de aire caliente.
Su invento en un principio sirvió simplemente para separar la mantequilla y ahora es utilizado en las turbinas de aviones militares, comerciales y cohetes.
Gracias a Gustav de Laval, las toberas de los aviones de altas prestaciones son retráctiles para adaptarse a las diferentes alturas y presiones que las condiciones dicten.

## DeLaval
En 1991, Alfa Laval Agri, la compañía productora de maquinaria de lechería y agrícola se separó de Alfa Laval cuando fue comprado por el Grupo Tetra Pak. Cuando Alfa Laval fue vendido, Alfa Laval Agri permaneció como parte del grupo Tetra Pak y se renombró DeLaval, en honor al fundador de la compañía.

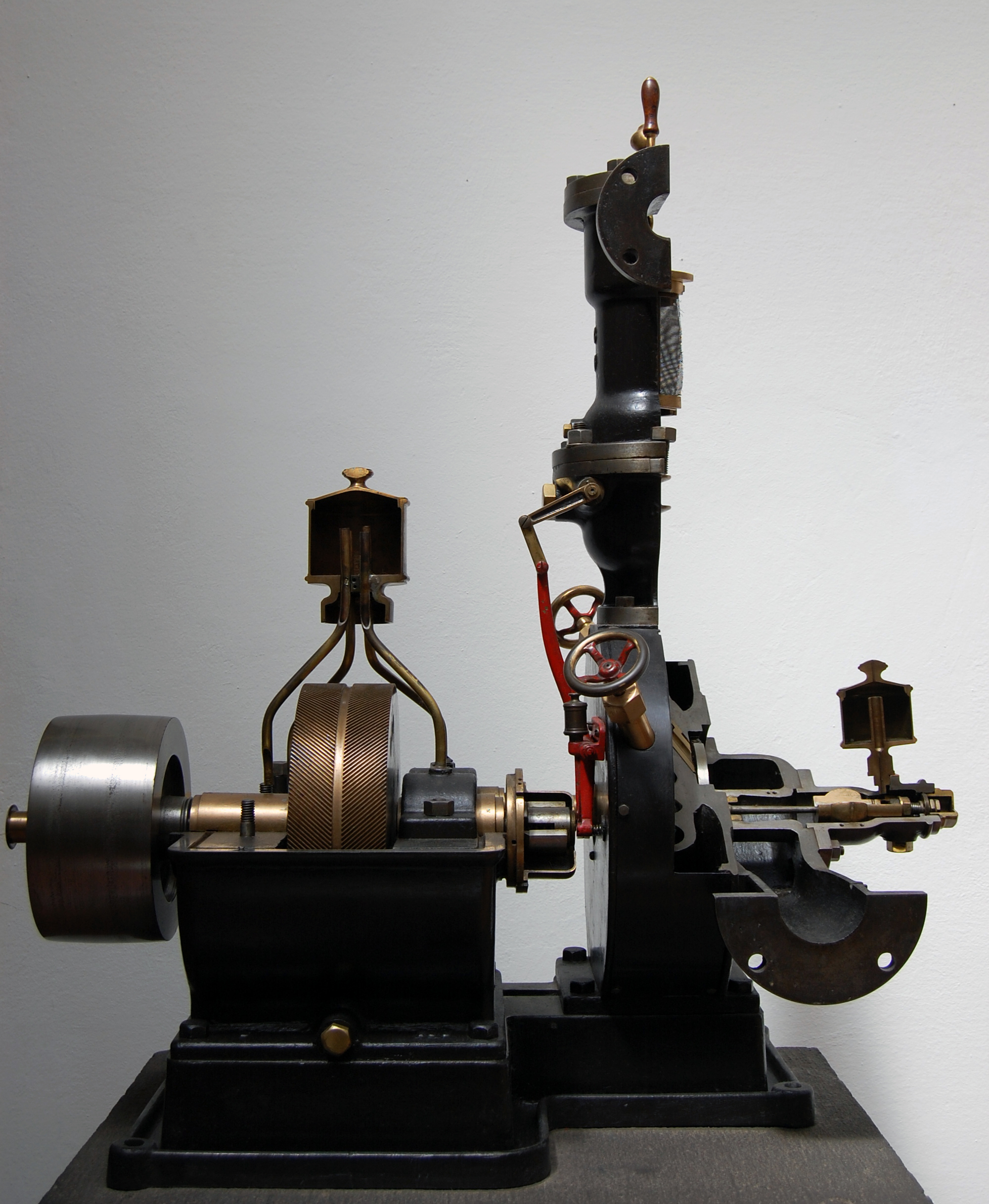
Turbina de impulso, de Gustaf de Laval. Hecha en Suecia, 1888. Deutsches Museum, Múnich.
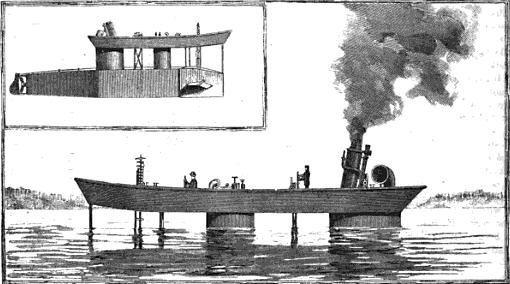
Submarino inventado por Gustaf de Laval
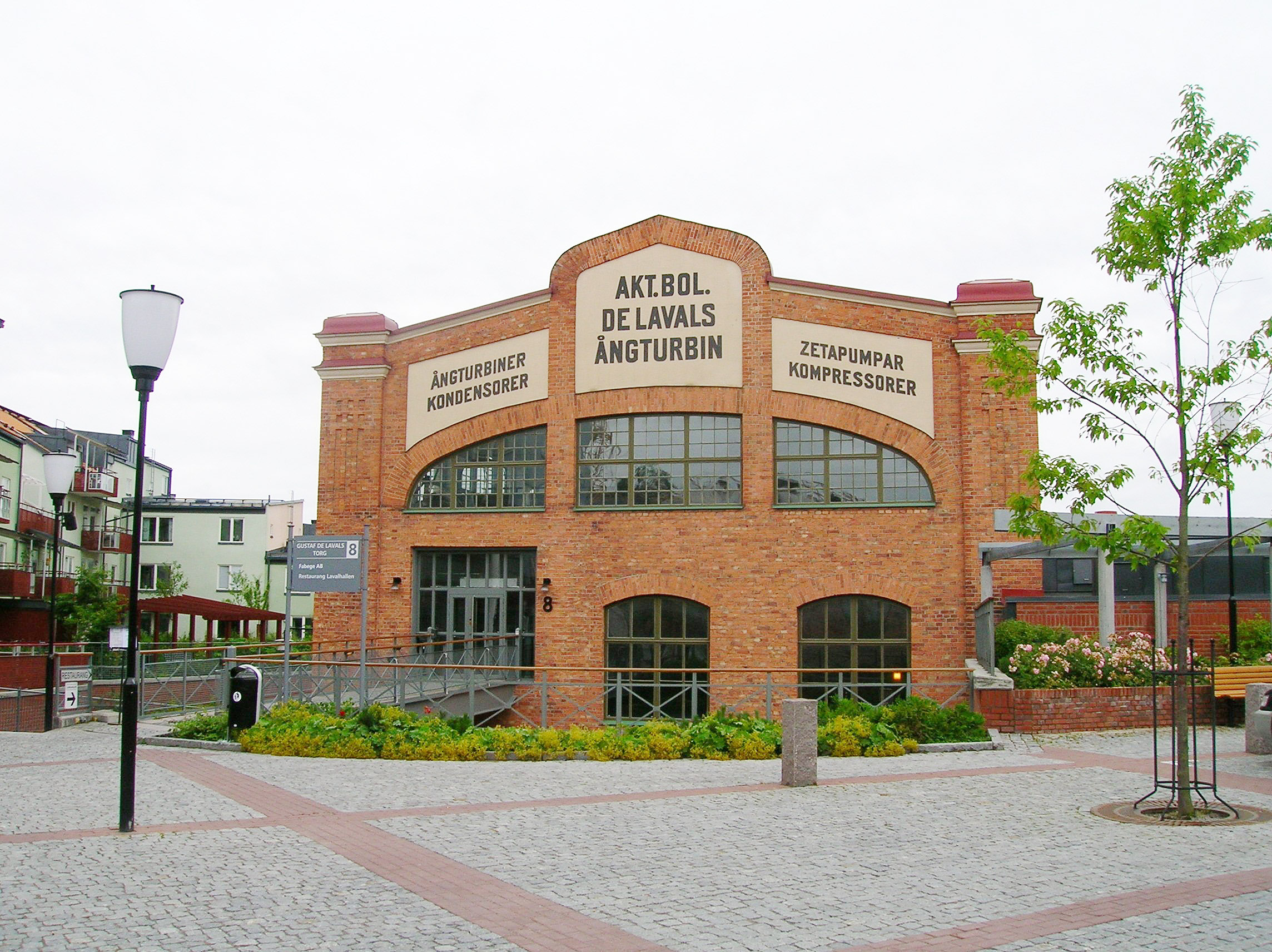
La ex Fábrica de Turbinas a vapor De Laval, en Nacka, Estocolmo, hoy convertido en Centro de conferencias.
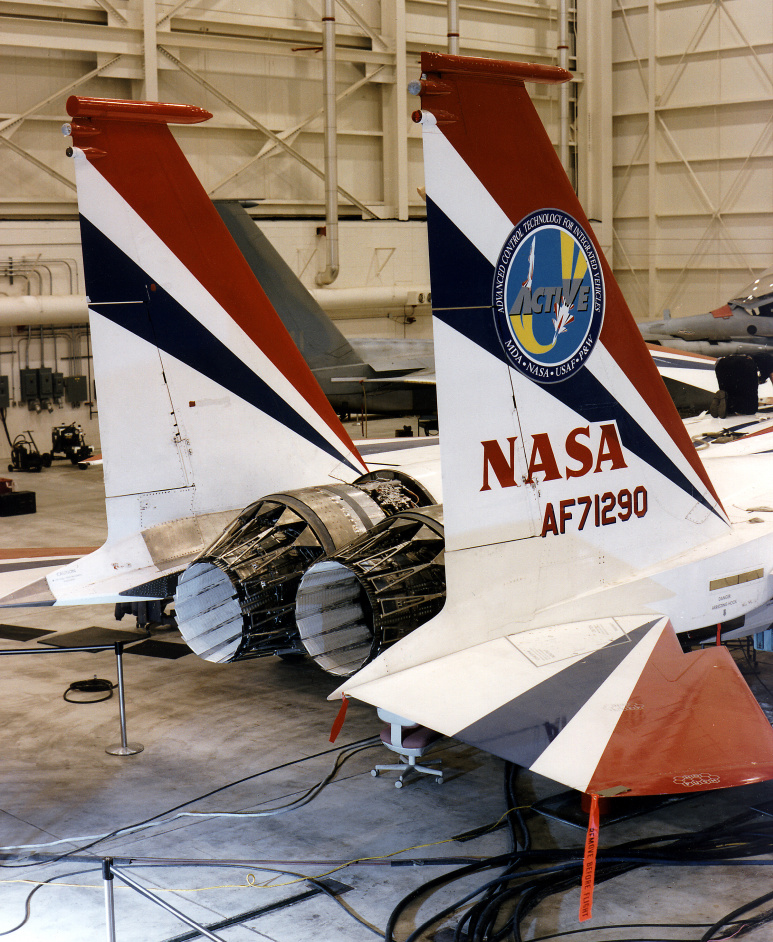
Tobera de un caza F15.
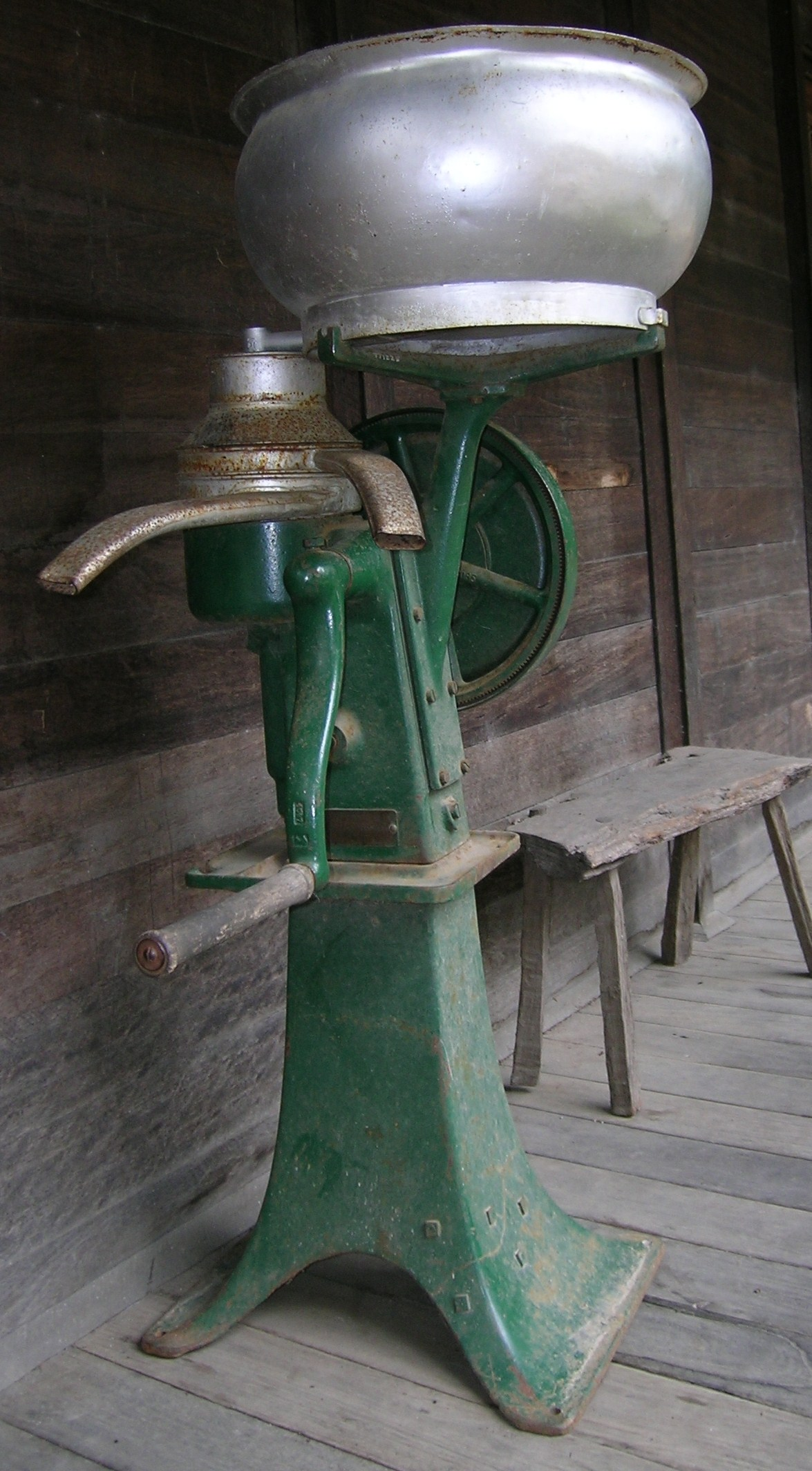
Desnatadora Alfa Laval.

Se halla sepultado en Norra begravningsplatsen, Estocolmo, Suecia.